# Flik 44
La Fliegerkompanie 44 (abbreviata in Flik 44) era una delle squadriglie della Kaiserliche und Königliche Luftfahrtruppen.

## Storia

### Prima guerra mondiale
La squadriglia fu creata a Strasshof an der Nordbahn in Austria e, dopo l'addestramento il 1 aprile 1917, fu inviata sul fronte rumeno, dove iniziarono le sue missioni dai campi di Szentkathol (4 km da Râul Negru) e Kománfalva. Il 25 luglio 1917, l'intera forza aerea fu riorganizzata; in questo processo, la squadriglia ha ricevuto compiti di ricognizione divisionali (chiamata Divisions-Kompanie 44, Flik 44D).
Il 23 agosto 1917 Friedrich Hefty abbatte un Farman biposto nella zona di Târgu Ocna.
Alla fine del 1917, l'unità fu reindirizzata al fronte italiano. Nell'estate del 1918, faceva parte dell'offensiva della Battaglia del Solstizio nell'Armata dell'Isonzo; aveva base a Pramaggiore. Nel settembre 1918, durante un'altra riorganizzazione, viene assegnata ai Corpi (Korps-Kompanie 44, Flik 44K). Al 15 ottobre era a Pramaggiore con 2 Hansa-Brandenburg C.I e 1 Ufag C.I.
Dopo la guerra, l'intera aviazione austriaca fu liquidata.